# Prirazlomnaja

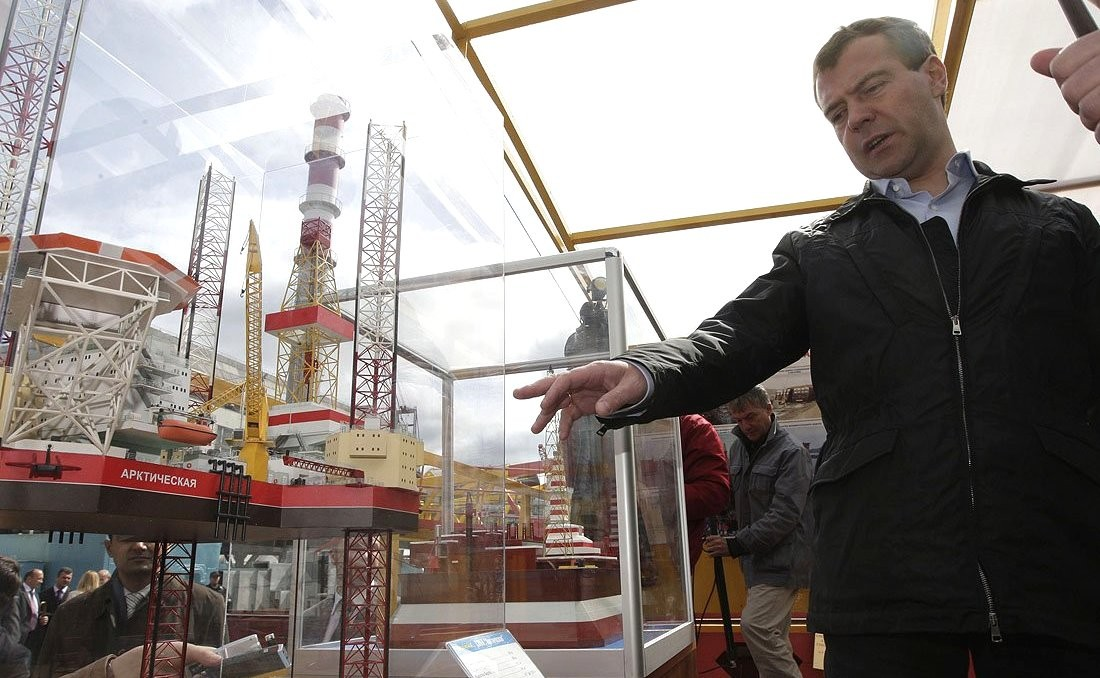
Bývalý ruský prezident Dmitrij Medveděv s modelem těžební plošiny (2009)

Prirazlomnaja je ruská ropná těžební plošina firmy Gazprom v Pečorském moři. Je to první komerční těžební zařízení umístěné v pravidelně zamrzající a těžko dostupné arktické oblasti. Držitelem licence na těžbu ropy v oblasti ložiska Prirazlomnoe je Gazprom něfť šelf (Газпром нефть шельф), dceřiná firma akciové společnosti Gazprom něfť. 

## Geografická poloha
Stacionární ropná plošina, odolná proti tlaku ledu, je umístěna v mělkém, průměrně jen 19–20 metrů hlubokém šelfovém moři. Plošina  se nachází 55 km severně od pobřežní obce Varandej v Něněckém autonomním okruhu Ruské federace, kde je místní letiště. Teploty v této arktické oblasti klesají k −50 °C.

## Historie
Projektová příprava konstrukce ropné plošiny, původně nazvané Pečora, byla v akciové společnosti Sevmaš (Севмаш) zahájena v roce 1995. S ohledem na potíže při financové projektu došlo ke značným průtahům.  

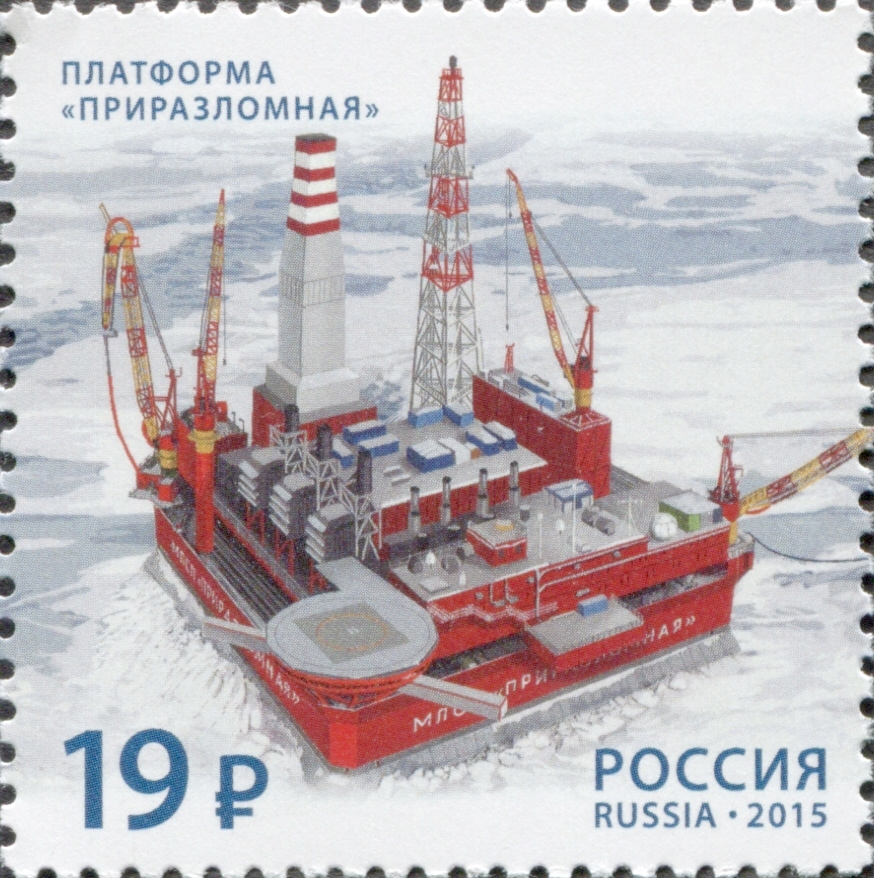
Plošina Prirazlomnaja na ruské poštovní známce z roku 2015

V roce 2002 byla nakonec rozhodnuto, že podnik Sevmaš se omezí pouze na zhotovení spodní podmořské části plošiny (kesonu). Pro kompletizaci projektu byla v Norsku zakoupena vyřazená ropná plošina Hutton z roku 1984. Tato plošina byla po moři dopravena do Kolského zálivu a po demontáži jednotlivých částí byla transportována do podniku Sevmaš. Po jednotlivých etapách úprav a montáže byl v roce 2010 zahájen přesun plošiny do Murmanska. Doprava z Murmanska na místo určení byla zahájena 18. srpna 2011. Plošina byla ukotvena v moři 28. 8. 2011 a posléze byl kolem ní z 53 600 kubických metrů štěrku a kamene navršen ochranný val.  
K definitivnímu převzetí plošiny společností Gazprom něfť šelf od Sevmaše došlo až v květnu 2013. V období od 10. července do 6. října 2013 zde probíhaly vrtné práce, samotná těžba ropy z prvního vrtu byla zahájena 20. prosince 2013. Během prvního roku těžby (2014) zde bylo získáno 2,2  miliónů barelů ropy (kolem 300 000 tun). Denní produkce je 19 000 metrů krychlových ropy. Na plošině lze uskladnit 136 000 metrů krychlových této suroviny.

## Protesty proti těžbě
Plošina se stala známou v důsledku protestů organizace Greenpeace v letech 2012 a 2013, zaměřených proti těžbě ropy v arktickém šelfu. 

## Fotogalerie

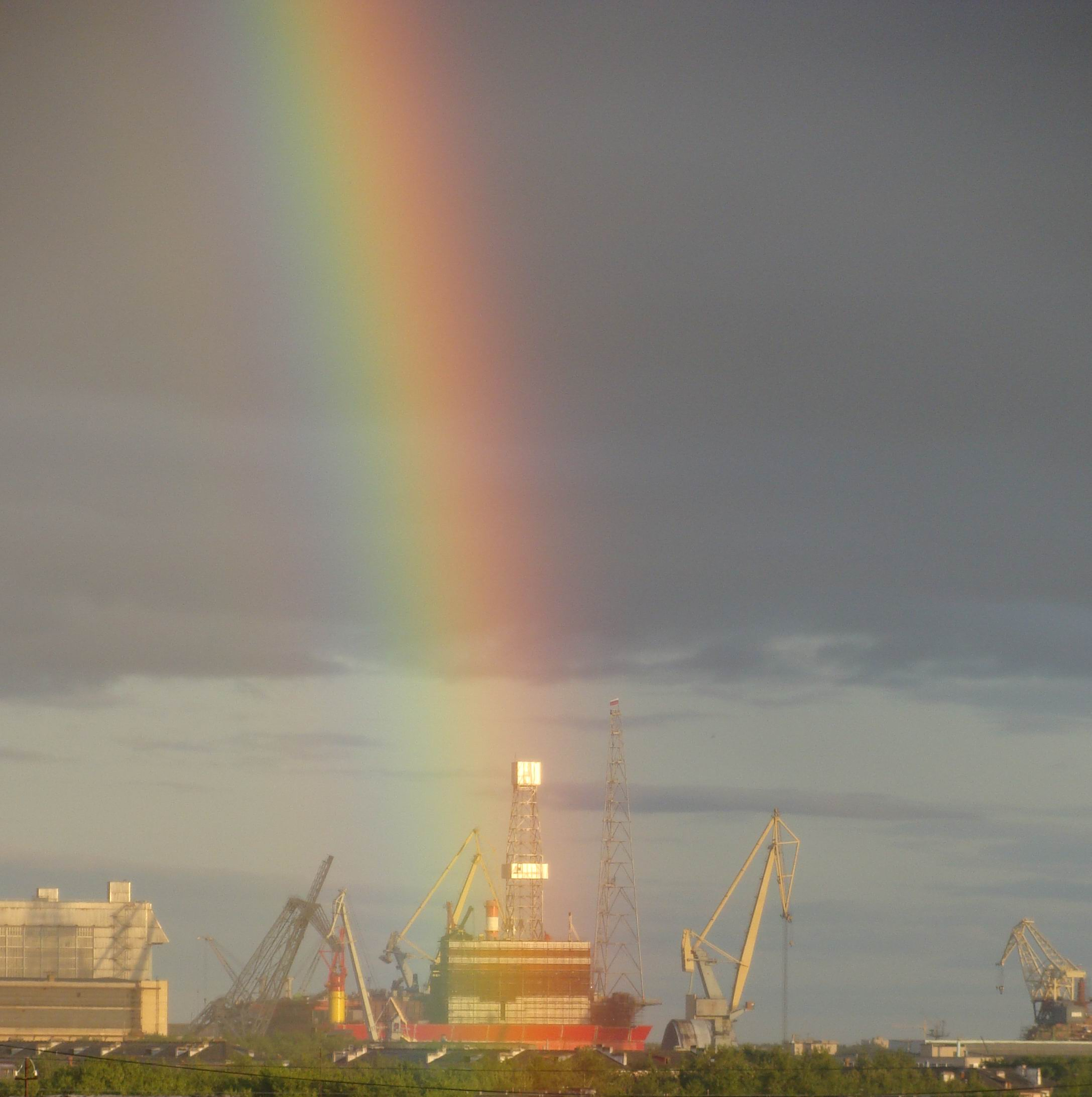
Výstavba plošiny Prirazlomnaja (2006)
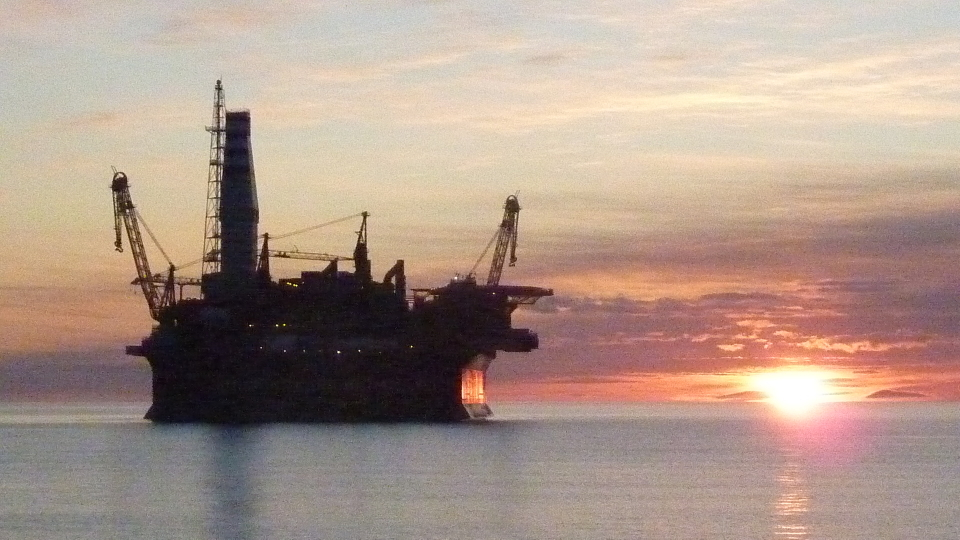
Plošina v Pečorském moři
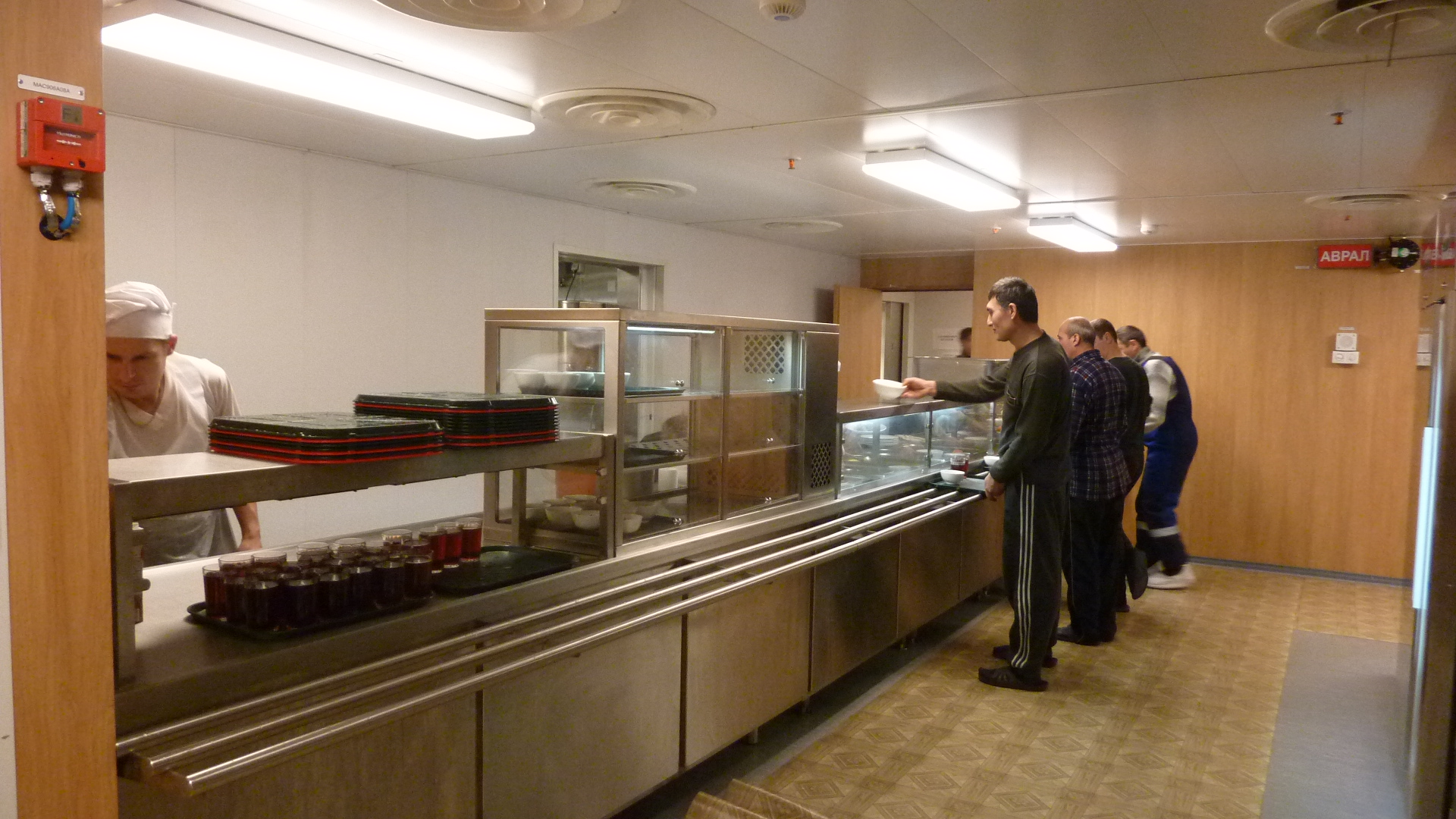
Jídelna pro zaměstnance ropné plošiny
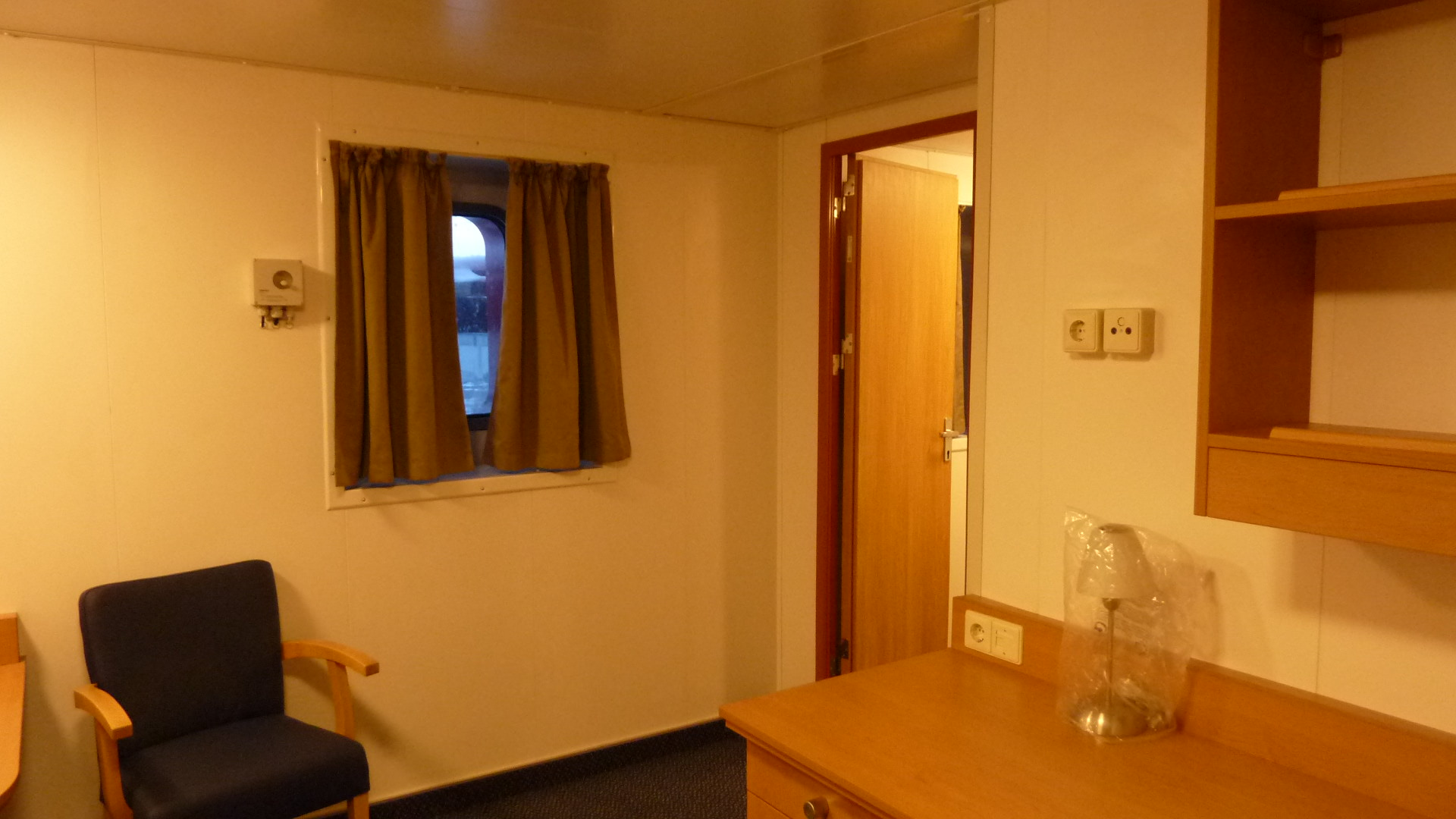
Kapitánská kajuta v obytném modulu
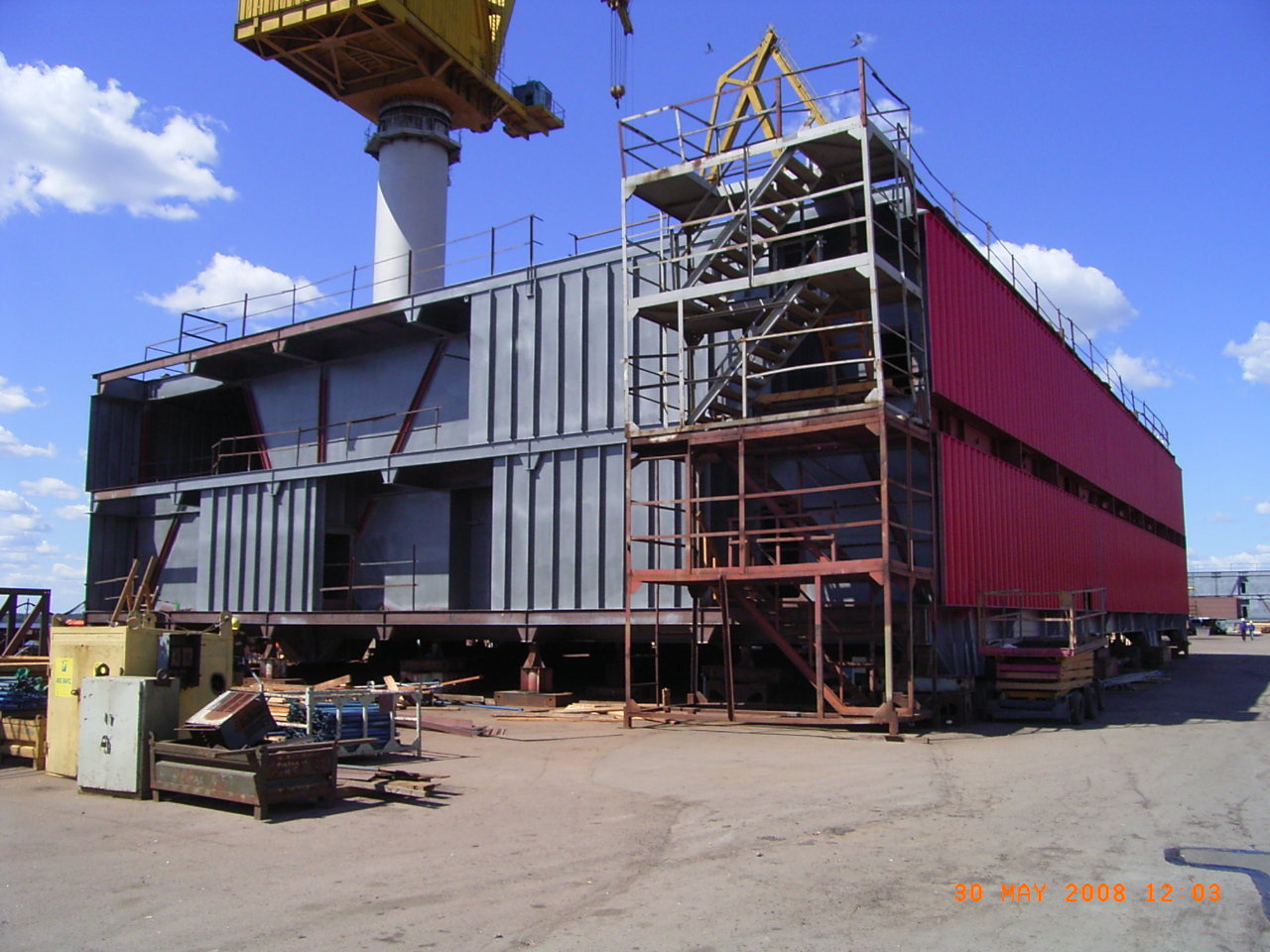
Ocelová konstrukce obytného modulu (2008)